# گینه نوی غربی

پرچم پاپوآی غربی.

گینه نوی غربی به نیمهٔ غربی جزیره گینه نو گفته می‌شود و نام عمومی آن پاپوآی غربی است. کشور پاپوآ گینهٔ نو نیمهٔ شرقی این جزیره را شامل می‌شود. این منطقه یکی از مناطق کشور اندونزی محسوب می‌شود که در شرقی‌ترین نقطهٔ این کشور واقع شده‌است.
پاپوآی غربی در زبان محاوره‌ای اغلب باعنوان «پاپوآ» شناخته می‌شود. حال آن‌که این نام تا حدودی نادرست است؛ چراکه در سال ۲۰۰۷ این منطقه رسماً به دو استان پاپوآ و پاپوآی غربی تقسیم شده‌است.
پاپوآی غربی از سال ۱۸۹۵ تا ۱ اکتبر ۱۹۶۲ باعنوان «گینهٔ نو هلند»، از ۱ مهٔ ۱۹۶۳ تا ۱۹۷۳ با عناوین «گینهٔ نوی غربی» و «ایریان غربی»، از سال ۱۹۷۳ تا سال ۲۰۰۰ باعنوان «ایریان جایا» و از سال ۲۰۰۰ تا سال ۲۰۰۳ باعنوان «پاپوآ» شناخته می‌شده‌است.
بسیاری از ساکنان پاپوآی غربی، هم‌چنان مخالف الحاق این منطقه به اندونزی هستند. جنبش پاپوآی آزاد، سازمان‌های غیردولتی حمایت از حقوق بشر و نمایندگان پارلمان بین‌المللی حمایت از پاپوآی غربی که نمایندگان مجالس کشورهای استرالیا، آمریکا، بریتانیای کبیر، جمهوری چک، زلاندنو، سوئد، وانوآتو و هلند از اعضای آن هستند، از جملهٔ نهادهایی هستند که در این زمینه فعالیت می‌کنند.